# Сіїрт
Сіїрт (тур. Siirt) — місто та район в провінції Сіїрт (Туреччина), адміністративний центр провінції. По виборчому округу Сіїрт балотувався прем'єр-міністр Туреччини Реджеп Таїп Ердоган.

## Історія
Через те, що ця місцевість не мала стратегічного значення, Сіїрт не згадується в стародавніх хроніках. Арабський автор IX століття згадує про наявність у цих місцях православного християнського монастиря. В XI столітті тут були написані на арабській мові «Сіїртські хроніки», що описують історію християнства на Близькому Сході. Тоді ж, в XI столітті місто увійшло до складу держави Мерванідів, а потім — Артукідів. 1143/1144 року місто захопив сельджуцький воєначальник Імад Зенгі. Пізніше в Сіїрт правила гілка Айюбідів, поки їх не завоював Узун-Хасан з держави Ак-Коюнлу. Коли 1514 року Османи розбили Сефевідів, місто увійшло до складу Османської імперії.

## Пам'ятки
Найголовнішою пам'яткою Сіїрта є Улу Джамі («Велика мечеть»), яку 1129 року побудував султан Махмуд II з іракських Сельджукидів.